# La casa delle bambole di Gabby
La casa delle bambole di Gabby (Gabby's Dollhouse) è una serie TV animata, realizzata in tecnica mista interattiva e rivolta a bambini in età prescolare; è stata realizzata dai creatori di Blue's Clues & You!, Traci Paige Johnson e Jennifer Twomey, prodotta da DreamWorks Animation e distribuita da Netflix e NBCUniversal Television a partire dal 5 gennaio 2021. La seconda stagione viene diffusa il 10 agosto, la terza il 19 ottobre, la quarta il 1º febbraio 2022 e la quinta il 25 luglio. 
In Italia viene trasmessa in chiaro per la prima volta dal 5 settembre 2022, da lunedì al giovedì alle 20:20 in prima visione televisiva assoluta su Cartoonito e in streaming sempre su Netflix.

## Trama
Gabby è una bambina di 11 anni e, insieme ai suoi amici gatti, vivrà favolose avventure all'interno della casa delle bambole.

## Personaggi e doppiatori
| Personaggio                                    | Doppiatore originale  | Doppiatore italiano                                    |
| ---------------------------------------------- | --------------------- | ------------------------------------------------------ |
| Gabby                                          | Laila Lockhart Kraner | Alessandra Cannavale                                   |
| Pandy Panda (Pandy Paws)                       | Tucker Chandler       | Simone Iuè (Stagioni 1-5), Ciro Clarizio (Stagioni 6+) |
| Birbagatto (Catrat)                            | Donovan Patton        | Manuel Meli                                            |
| Dolcetto (Cakey)                               | Juliet Donenfeld      | Sofia Suarez Puertas                                   |
| Baby Scatola (Baby Box)                        | Maggie Lowe           | Michela Burrini                                        |
| Gattina Fatina (Kitty Fairy)                   | Tara Strong           | Benedetta Ponticelli                                   |
| DJ Catnip                                      | Eduardo Franco        | Cristiano Turrini                                      |
| Cuscigatta (Pillow Cat)                        | Sainty Nelsen         | Emanuela Ionica                                        |
| Carlita                                        | Carla Tassara         | Giulia Luzi                                            |
| Siregatta (Mercat)                             | Secunda Wood          | Giulia Franceschetti                                   |
| Marty il gatto festaiolo (Marty the Party-Cat) | Darren Criss          | Gabriele Patriarca                                     |
| Nina Morbidina (Fluffy Flufferton)             | Elena Murray          | Francesca Mancin                                       |